# 55543 Nemeghaire
55543 Nemeghaire è un asteroide della fascia principale. Scoperto nel 2001, presenta un'orbita caratterizzata da un semiasse maggiore pari a 2,6870830 UA e da un'eccentricità di 0,1611292, inclinata di 13,89423° rispetto all'eclittica.
L'asteroide è dedicato a Jean Nemeghaire, insegnante di fisica dello scopritore.